# 井上のどか
井上 のどか（いのうえ のどか、1985年10月6日 - ）は、福岡県を中心に活動するローカルタレント。所属事務所はアツコプロダクション。

## 人物
- 宮崎県日南市出身。宮崎県立日南振徳商業高等学校→福岡スクールオブミュージック&ダンス専門学校卒業後にタレント活動を始める。
- 現在プラチナムプロダクションに所属するタレントの古川真奈美は専門学校の後輩に当たる[2]。

## 主な出演番組

### テレビ
- 気ままにLB（九州朝日放送）
- FOR YOU（九州朝日放送）
- かちかちワイド（サガテレビ）リポーター
- 福岡恋愛白書3「願い」（2008年2月8日、九州朝日放送）マリ役
- わがまま!気まま!旅気分「至福の湯めぐり&グルメ三昧 キレイになりたい!佐賀女旅」（2013年9月14日、BSフジ）こかどひろこと共演

### ラジオ
- あげ天!!（KBCラジオ、終了）
- ベロベロバー（KBCラジオ、木曜22時00分から23時58分）